# Native Command Queuing

NCQ permet au disque de déterminer lui-même l'ordre optimal de traitement des requêtes en attente. Cela permet parfois, comme c'est le cas ici, de traiter toutes les requêtes en effectuant moins de rotations, c'est-à-dire plus rapidement.

Native Command Queuing (NCQ) est une technique conçue pour augmenter les performances des disques durs SATA en permettant au disque dur individuel de recevoir plus d'une requête Entrées/Sorties à la fois et de décider laquelle accomplir d'abord.
Utilisant la connaissance détaillée de ses propres temps de recherche et position de rotation, le disque peut alors calculer le meilleur ordre pour effectuer les opérations. Cela réduit la quantité de recherches inutiles (aller en arrière-et-en avant) des têtes de lecture, et entraîne une amélioration des performances (et une utilisation légèrement moindre du disque) pour des charges de travail recourant à de multiples requêtes simultanées en lecture/écriture, le cas le plus typique étant les applications de type serveur.
Le Native Command Queuing est la deuxième tentative réalisée pour ajouter la technique Tagged Command Queueing (TCQ) au système de disque dur Parallel ATA (PATA) (plus connu sous le nom d'IDE). D'abord développée sur les disques SCSI, sur lesquels elle est largement utilisée, la première réalisation de TCQ pour les disques durs PATA était très maladroite et fut peu mise en application. Le nouveau nom NCQ a été inventé pour la technique complètement nouvelle SATA. Il n'y a aucune technique SCSI appelée NCQ puisque le TCQ existant n'est pas considéré comme ayant besoin d'un remplaçant.

## Intérêt: gain en performances
Notez que si le Native Command Queuing peut représenter une aide énorme s'il y a de multiples requêtes simultanées d'Entrées/Sorties, il ajoute un peu de charge lors d'une requête unique, avec pour conséquence une performance légèrement moindre sur l'exécution de processus simples typiques de l'utilisation d'un ordinateur individuel. La différence n'est jamais importante.

## La partie matérielle (hardware)

### Activer le NCQ
Pour activer le NCQ, il doit être supporté et activé dans le contrôleur de disque SATA et dans le disque dur lui-même. La méthode d'activation change selon le contrôleur. Sur certaines cartes-mères pour PC basées sur un chipset Intel, cette technique exige l'activation de l'AHCI dans le BIOS[réf. souhaitée].

## La partie logicielle

### Mac OS
Les modes Advanced Host Controller Interface (AHCI) et NCQ natifs sont pleinement supportés par Apple Mac OS.

### Windows

#### Windows XP
Le mode natif n'est pas supporté par windows XP, il faut donc désactiver ce mode dans le BIOS pour pouvoir l'installer. Mais depuis il existe des drivers pour que Windows XP reconnaisse les disques. Pour installer Windows XP sur un disque configuré en AHCI il faut préalablement télécharger les drivers, les mettre sur une disquette (voir votre moteur de recherche préféré pour la méthode) et au début de l'installation presser la touche F6 pour que Windows vous demande ladite disquette. Ainsi les disques AHCI seront reconnus lors du choix de la partition.
Il est également possible d'intégrer ces pilotes au disque d'installation de Windows XP grâce par exemple au logiciel Nlite

#### Windows Vista
Le mode Advanced Host Controller Interface (AHCI) est complètement intégré dans Windows Vista.
En effet, les pilotes du mode AHCI sont intégrés. 
Il convient de dire que ce sont des pilotes génériques, il est préférable d'installer le pilote fabricant pour de meilleures performances (Intel en général).
Pour exploiter la fonction NCQ, le système a également besoin du pilote fourni par le constructeur du contrôleur de disques (Intel Matrix Storage Manager pour les chipsets intel)

### Linux
Le noyau Linux intègre les instructions NCQ depuis la version 2.6.18 et pour un nombre grandissant de contrôleurs SATA II.
C'est-à-dire qu'une fois le BIOS configuré (voir ci-dessus), Linux gère totalement le NCQ.

## Liens
- Support du NCQ et du Hot-Plug Serial ATA dans le noyau Linux 2.6.18
- (en) Serial ATA (SATA) Linux hardware/driver status report : Liste les contrôleurs et leur support ou non du NCQ
- SATA II contre SATA 1 : Performances comparées du SATA I et du SATA II : Des performances en baisse sur un PC de bureau avec SATA II et NCQ
- (en) Turning On NCQ Queing On ICH7 Chipsets With Linux : Patchs AHCI et performances en hausse de 15 - 30 % sur un serveur Web